# Nemasoma litorale
Nemasoma litorale är en mångfotingart som först beskrevs av Filippo Silvestri 1903.  Nemasoma litorale ingår i släktet Nemasoma och familjen tråddubbelfotingar. Inga underarter finns listade i Catalogue of Life.